# SSC Napoli Training Center
L'SSC Napoli Training Center, noto più semplicemente come centro sportivo di Castel Volturno per via della sua localizzazione nel comune di Castel Volturno (CE), è un centro sportivo di proprietà privata, dato in gestione alla società calcistica italiana SSC Napoli.
La struttura ospita, dal 2006, gli allenamenti della prima squadra e alcuni uffici amministrativi del club.
Il centro d'allenamento si trova al km 35,300 della Strada Statale Domitiana, lungo l'omonimo litorale, in località Pinetamare, a circa 40 km da Napoli.

## Storia
A seguito del fallimento dell'estate 2004, il Calcio Napoli perse la proprietà del Centro Paradiso di Soccavo, in cui svolgeva i propri allenamenti fin dal 1977.
La nuova proprietà in capo ad Aurelio De Laurentiis optò per non riacquistare i locali del vecchio centro, bensì di spostarsi in una nuova sede. Sebbene fosse stata designata l'attuale sede di Castel Volturno fin dal 2005, gli allenamenti della squadra si svolsero presso lo stadio di Marano fino al completamento della struttura.
Dal luglio 2006, il Centro Sportivo di Castel Volturno è diventato la sede amministrativa e centro d'allenamento della squadra partenopea.
Col passare del tempo, è stato soggetto a vari restyling: una prima volta nel 2014 su indicazione dell'allenatore Rafael Benítez e, successivamente, nel 2018 dopo l'arrivo di Carlo Ancelotti sulla panchina azzurra. Quest'ultimo è stato il rimodernamento più notevole, avendo comportato cambiamenti per tutto l'impianto, in particolare: nell'area sportiva è stato rifatto il manto erboso dei tre campi, è stato cambiato il sistema d'irrigazione di questi (infatti adesso vengono irrigati prelevando acqua potabile e desalinizzata da una specifica sorgente anziché da una falda acquifera come in passato, la cui acqua era eccessivamente salina al punto tale da rovinare il manto erboso), sono state costruite delle barriere protettive intorno alle tribune dei campi (i cui vecchi seggiolini sono stati rimpiazzati e le capienze incrementate) e nella palestra sono stati installati nuovi macchinari; nell'area direzionale è stata effettuata la manutenzione dell'ingresso ed è stato ampliato l'edificio presente. Anche i due parcheggi sono stati ristrutturati, perlopiù sono stati aggiunti nuovi posti auto. I lavori hanno avuto un costo di circa due milioni di euro.
Dal 1º luglio 2021, a seguito della partnership firmata con l'azienda videoludica Konami, il centro sportivo venne rinominato in "SSC Napoli Konami Training Center". In quella occasione, nello stesso anno venne effettuata un'ulteriore ristrutturazione, il cui progetto consentì la realizzazione di un'area gaming dedicata anche ai membri societari e agli ospiti.
Dal 1º luglio 2024, in seguito alla conclusione della partnership con Konami, il centro d'allenamento è stato rinominato in "SSC Napoli Training Center".
In occasione di doppie sedute, ritiri e giornate libere, la squadra e i membri societari a essa adibiti (staff tecnico, staff medico, magazzinieri, osservatori scouting, area comunicazione, area stampa e talvolta i dirigenti) alloggiano in un albergo vicino, che ha a disposizione la connessione Internet. Questo, soprannominato "La casa dei giocatori", è sorretto da pareti insonorizzanti costruite nel 2018 in seguito al restyling del Konami Center e comprende, oltre alle stanze e al servizio di ristorazione, anche camere per gli ospiti VIP, un bar, un salone (situato al piano terra e adiacente alla sala ristoro) con televisione e divano e un centro benessere con molteplici sale comfort (spa, massaggi, un bagno turco, una biosauna moderna e una piscina con l'idromassaggio di cui gli atleti usufruiscono per l'idrokinesiterapia, ossia la fase di recupero dagl'infortuni). Seppure l'albergo non faccia parte del centro sportivo, è strutturalmente collegato al parcheggio interno di quest'ultimo (infatti le due strutture fanno parte della stessa proprietà, data in gestione al Napoli), perciò è possibile transitare da un impianto all'altro tranquillamente a piedi.

## Struttura
La struttura si estende tra la vasta pineta di Castel Volturno, il mare e il fiume Clanio. Essa si suddivide in tre aree, ossia l'area sportiva, l'area direzionale e le aree parcheggi.

### Area sportiva
L'area sportiva del centro comprende le seguenti strutture: 
- tre campi da calcio regolamentari con manto in erba naturale, dotati d'illuminazione notturna e di un impianto d'irrigazione automatico con acqua desalinizzata e potabile;[4][5][18]
- una tribuna al coperto, posta al centro rispetto ai tre campi, per assistere agli allenamenti della squadra;[4][5][18]
- un campo da golf.[4][5][18]

### Area direzionale
L'area direzionale del centro comprende un grande edificio, all'interno del quale sono collocati:
- spogliatoi;[4][5][18]
- docce;[4][5][18]
- una palestra all'avanguardia per gli allenamenti e la muscolazione, tra gli altri dotata anche dei seguenti strumenti per gli esercizi terapeutici:
  - due letti rigeneranti per il recupero arterioso e venoso;[4][5][18]
  - un efficiente macchinario di cyclette che garantisce il recupero dagl'infortuni dei giocatori simulando l'assenza di gravità;[4][5][18]
- alcuni uffici amministrativi della società;[4][5][18][10]
- sale per le riunioni tecniche;[4][5][18]
- una stanza conferenze con cento posti;[4][5][18]
- un salone adibito al merchandising;[4][5][18][19]
- un ampio spazio dedicato alla medicina sportiva, suddiviso in:
  - un attrezzato laboratorio per le analisi (esami di routine, test antidoping ed esami cardiologici; durante la pandemia di COVID-19 venivano effettuati anche i tamponi rino-faringei e rapidi);[4][5][18][20]
  - sale per le terapie riabilitative (fisiatria, fisioterapia manuale e strumentale e crioterapia);[4][5][18][20]
- una lavanderia;[4][5][18]
- magazzini per le attrezzature sportive;[4][5][18]
- una sala proiezioni, denominata "Sala video";[4][5][18]
- una sala cinematografica;[4][5][18][7]
- un salone d'estetica (barberia);[4][5][18]
- una sala videogame (ricca soprattutto di postazioni Nintendo) per i giocatori;[4][5][18]
- un'area gaming, dedicata anche ai membri societari e agli ospiti;[4][5][6][21][18]
- un impianto Wi-Fi.[4][5][18]

### Aree parcheggi
Il centro comprende i seguenti parcheggi:
- un parcheggio all'interno, coperto, per i membri societari e gli atleti (tra i posti auto ce n'è uno riservato al pullman ufficiale della squadra);[4][5][6][18]
- un parcheggio all'esterno, scoperto, per gli ospiti.[4][5][6][18]

## Utilizzo
La struttura è utilizzata in maniera continuativa unicamente per gli allenamenti della prima squadra del Napoli, che invece disputa le amichevoli e le partite stagionali allo Stadio Diego Armando Maradona di Fuorigrotta. Per quanto riguarda il settore giovanile, esso è situato in altre infrastrutture: l'Under-18 e la Primavera s'allenano al centro sportivo di Cercola e disputano tutti gl'incontri all'adiacente stadio "Arena Giuseppe Piccolo", mentre tutte le altre formazioni giovanili del club svolgono tali attività al "Complesso Sportivo Kennedy" di Napoli, in località Camaldoli.
Nel centro sportivo hanno sede alcuni uffici societari, mentre la sede sociale del club è in Via Del Maio di Porto 9, a Napoli.